# 歌え!昭和のベストテン
『歌え!昭和のベストテン』（うたえ しょうわのベストテン）は、2016年（平成28年）10月8日から2018年（平成30年）3月31日まで、BS日テレにて放送された音楽番組である。放送時間は毎週土曜日の21:00 - 21:54（JST）。

## 概要
昭和のある年、またはテーマを絞り、それに対してのベストテンを発表して歌を披露していくスタイルの歌番組である。アンケートやリクエストはがきなどによりランキングを発表する。太川陽介と西田あいのコンビがMCを務め、ゲスト歌手による歌や、その歌手の代表曲誕生のエピソードなども紹介する。
JOYSOUNDのカラオケ音源を使ったり再放送の頻度が高かったりと、予算の制約はあったが、カルメラやガッシュアウトといった生バンドの演奏を入れたりして、音楽番組としてのこだわりを見せていた。
2018年3月31日の最終回は、第48回を再放送し、番組最後にグランドフィナーレとして太川らがお別れの挨拶をして放送を終えた。

## 出演
MC
- 太川陽介
- 西田あい

## スタッフ
- 企画・演出・プロデュース：尼崎昇
- 構成：高梨武志
- リサーチ：坂本あかね
- TM：木村博靖
- SW：村田陸彦
- カメラ：大谷アグリ
- VE：飯島友美
- MIX：原秀彰
- PA：藤原靖久
- 照明：千葉雄
- TP：坂西敏明
- TK：桜井えみこ
- 音効：佐藤裕二
- 編集：長谷川賢太
- MA：上松紗弓
- 美術：牧野沙和
- デザイン：北原龍一
- タイトルデザイン：後明裕一
- 大道具：前田忠輝
- メイク：奥松かつら
- 主題歌：「歌え!昭和のベストテン」
  - 詞・曲：尼崎昇
  - 制作P：大工原望
- 技術協力：NiTRo
- 美術協力：日テレアート
- 音楽協力：日本テレビ音楽
- デスク：成田仁美、安藤絵里子
- 制作進行：齋藤遥、藤田晃祥
- 音楽監督：本橋武夫
- ディレクター：安達穣史、錦織信彦、豊永満、庄司名衣
- プロデューサー：鳥居良太、久保田誠、藤井純、兜森英美
- チーフプロデューサー：栖川一郎
- 制作協力：AX-ON、オフィス・ケーアール
- 製作著作：BS日本